# 6522 Aci
6522 Aci è un asteroide della fascia principale. Scoperto nel 1991, presenta un'orbita caratterizzata da un semiasse maggiore pari a 2,3855771 UA e da un'eccentricità di 0,1981776, inclinata di 22,12281° rispetto all'eclittica.
L'asteroide prende il nome dal fiume siciliano Aci, scomparso nel 1169 a causa della disastrosa eruzione vulcanica dell'Etna.